# Walnumfjella
Walnumfjella ist ein wuchtiger, 2870 m hoher Berg im ostantarktischen Königin-Maud-Land. Er ragt 6 km westlich des Berges Widerøefjellet im Gebirge Sør Rondane auf.
Norwegische Kartografen kartierten den Berg 1946 anhand von Luftaufnahmen, die bei der Lars-Christensen-Expedition 1936/37 erstellt worden waren. Namensgeber ist Ragnvald Walnum (1883–1953), Vorsitzender der norwegischen Walfangbehörde. Eine weitere Kartierung durch norwegische Kartografen erfolgte 1957 anhand von Luftaufnahmen, die von der US-amerikanischen Operation Highjump (1946–1947) stammten.